# 王様を求めるカエルたち
「王様を求めるカエルたち」（おうさまをもとめるかえるたち）はイソップ寓話の一つ。ペリー・インデックス44番。

## あらすじ
ある森の中にある小さな沼にカエルたちが住んでいた。カエルたちは自分たちを治めるリーダーがいないことを不満に思い、神に「我々に王様を与えてください」と願った。
呆れながらも神はカエルたちの住む沼に木の板を落とした。
落ちてきた板にカエルたちは集まったが、品格も威厳もないただの木の板に不満を抱いたカエルたちは「厳しく力強い王様をください」と再び神に願った。
怒った神が与えたのは蛇だった。カエルたちは蛇に1匹残らず食べられてしまった。

## 教訓
愚図でも悪事を働かない者が，事を好むならず者よりも支配者として勝る。